# Geborenes Mitglied
Als ein geborenes Mitglied werden Mitglieder eines ansonsten gewählten Gremiums bezeichnet, die durch ihre Funktion oder frühere Funktion von Amts wegen automatisch dem Gremium angehören.
In Hessen etwa sind Bürgermeister nicht nur geborene Mitglieder, sondern sogar Vorsitzende der Kommissionen. § 72 Abs. 2 HGO: „Die Kommissionen bestehen aus dem Bürgermeister, weiteren Mitgliedern des Gemeindevorstands,...“ - § 72 Abs. 3 HGO: „Den Vorsitz in den Kommissionen führt der Bürgermeister oder ein von ihm bestimmter Beigeordneter.“
Ein privatwirtschaftliches Beispiel ist das Kuratorium der RAG-Stiftung, welches laut Satzung vier Minister- und Bundespräsidenten des Landes Nordrhein-Westfalen bzw. der Bundesrepublik Deutschland als „geborene Mitglieder“ nennt.
Auch in Parteien gehören bestimmte Mitglieder oftmals automatisch Gremien an, ohne ausdrücklich dazu gewählt zu sein. Das wird üblicherweise in der Satzung bestimmt. Fraktionsvorsitzende oder Ministerpräsidenten gehören oftmals durch das Amt dem jeweiligen Landesvorstand ihrer Partei an.